# 船津橋

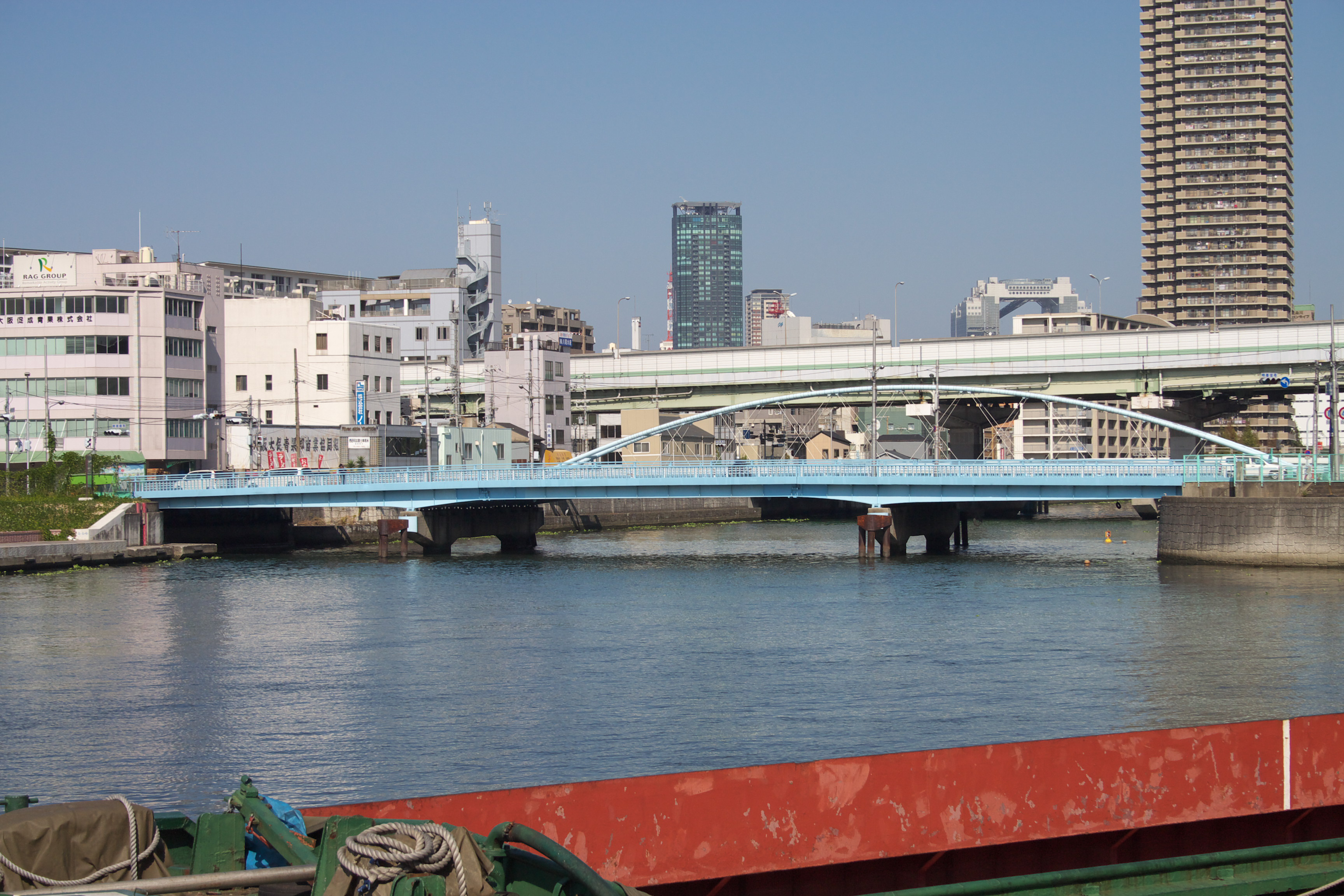
船津橋

船津橋（ふなつばし）は、大阪府大阪市の堂島川（旧淀川）に架かる橋。大阪市北区中之島6丁目と福島区玉川1丁目・野田4丁目の間を結んでいる。
南詰で端建蔵橋（土佐堀川）と接する。

## 歴史
貞享・元禄年間に行われた堂島新地の開発の一環として堂島川に架けられた5つの橋（大江橋、渡辺橋、田蓑橋、堀江橋、船津橋）のうち最下流に位置し、北詰が中州としての堂島ではない唯一の橋である。最初の架橋は元禄中期以降と思われる。
当初は湊橋（土佐堀川）と対になる位置に架けられていたが、のちに下福島村および野田村の集落へ至る道に連絡する、中之島の西端付近へと架橋地点が変更された。『地方役手鑑』、『堂島旧記』によると江戸時代の船津橋は、四三間半一尺（86m）、幅員二間（3.9m）の規模だった。
1885年（明治18年）の淀川大洪水で流失したのち架け替えられたが、大阪市電西野田線の建設に伴って1914年（大正3年）にすぐ下流側に鋼桁橋として真っすぐな新橋が架橋された（旧橋は堂島川に対してやや斜めに架けられていた）。旧橋は昭和20年代まで残存しており、旧橋が撤去されるまで新橋は「新船津橋」とも呼ばれた。
戦前から問題となっていた地下水の汲み上げによる地盤沈下が深刻化し、ジェーン台風によって甚大な高潮被害を受けたため、高潮対策事業として橋梁の嵩上げ工事が行われることとなり、1963年（昭和38年）に現在の橋に架け替えられた。

## 仕様
- ゲルバー桁橋。
- 橋長76.5m、幅24.0m。

## 周辺情報
- 上船津橋 - ひとつ上流の橋
- 中之島
- 大阪市中央卸売市場本場
- 川口基督教会（日本聖公会の教会堂）

## 地図
- 大阪シティバス 53系統船津橋停留所下車
- 大阪シティバス 88・90系統川口一丁目停留所下車
- Osaka Metro千日前線 玉川駅 徒歩9分